# Theronia compacta
Theronia compacta är en stekelart som beskrevs av Gupta 1962. Theronia compacta ingår i släktet Theronia och familjen brokparasitsteklar. Inga underarter finns listade i Catalogue of Life.